# François Henri
Pour les articles homonymes, voir François et Henri.
Henri François plus connu comme François Henri, né le 14 avril 1903 à Neuvy et mort le 23 octobre 1980 à Reims, est un coureur cycliste français. Il a participé au Tour de France 1928, 1929 et 1931.

## Biographie
Membre du Bicycle Club rémois, il court sur piste et sur route,,.
En 1925, il participe au Critérium de l'Est.
En 1928, il participe au critérium des Aiglons et remporte la 1er étape entre Paris et Tours,,. Il est donc sélectionné dans l'équipe de Champagne pour le Tour de France 1928 et finit 34e. Il court pour la marque Météore.
En 1929, il participe à Paris-Bruxelles, où il se fait remarquer dans une belle échappée de 90 km. Il participe au Tour de France 1929 dans l'équipe Fontan-Wolber. Il gagne le Grand Prix Dussart à Reims devant André Van Vierst,, 3e dans le Grand Prix du Familistère. Il finit 6e de la première étape du critérium des Aiglons. Il remporte le Grand Prix de Turenne,.
En 1931, il est sélectionné pour le Tour de France dans la catégorie Touristes-Routiers.

## Palmarès
- 1928
  - Grand Prix du Familistère[22],[23]
  - 2e du Grand Prix de la Métallurgie ardennaise[24]
- 1929
  - Grand Prix de Turenne
  - Grand Prix Dussart
  - 3e du Grand Prix du Familistère
- 1931
  - 3e du Grand Prix de la Métallurgie[25]

### Résultats sur le Tour de France
- 1928 : 34e
- 1929 : abandon (16e étape)
- 1931 : 34e